# Horadion
Horadion is een geslacht van kevers van de familie (Cybocephalidae).

## Soorten
- H. gressitti (Endrödy-Younga, 1971)
- H. villiersi Endrödy-Younga, 1976